# سام بوين
سام بوين (بالإنجليزية: Sam Bowen) هو لاعب كرة قاعدة أمريكي، ولد في 18 سبتمبر 1952 في برونزويك في الولايات المتحدة.

## وصلات خارجية
- سام بوين على موقعبيزبول رفرنس.كوم (الدوري الرئيسي) (الإنجليزية)